# Joachim Heubach
Joachim Heubach (* 20. November 1925 in Berlin; † 29. Oktober 2000 in Eutin-Fissau) war ein evangelisch-lutherischer Theologe und Landesbischof der Evangelisch-Lutherischen Landeskirche Schaumburg-Lippe.

## Leben
Heubach wuchs in Wetzlar und Hamburg-Altona auf. Er studierte Theologie und Philosophie in Erlangen, Hamburg, Göttingen und Kiel und promovierte 1950 in Kiel bei Heinrich Rendtorff zum Dr. theol. 1954 habilitierte er sich an der Universität Kiel im Fach Praktische Theologie.
Seine erste Dienststelle erhielt Heubach als Gemeindepastor in Krusendorf. 1961 wurde er Pastor an der Nikolaikirche in Kiel, 1963 Studiendirektor am Predigerseminar Preetz und zugleich wissenschaftlicher Assistent am Erziehungswissenschaftlichen Seminar in Hamburg. 1970 wurde Heubach zum letzten Landessuperintendenten des Sprengels Lauenburg der Landeskirche Schleswig-Holstein ernannt. Dadurch war er bis 1979 auch Präsident der Luther-Akademie Ratzeburg. Zudem war er Vorsitzender der Lutherischen Liturgischen Konferenz Deutschlands (als Nachfolger von Christhard Mahrenholz), Mitglied des theologischen Ausschusses der VELKD, Vorstandsmitglied des Evangelischen Bibelwerks, des Verwaltungsrats der Deutschen Bibelstiftung und Bundesvorsitzender der Kirchlichen Sammlung um Bibel und Bekenntnis.
Am 1. Oktober 1979 wurde er als Nachfolger von Johann Gottfried Maltusch Landesbischof in Bückeburg. Von 1980 bis 1996 war er Beauftragter des Rates der EKD für die Seelsorge im Bundesgrenzschutz. 1991 trat er in den Ruhestand. Bis zu seinem Ruhestand konnte der konservative Lutheraner Heubach die Einführung der Frauenordination in der schaumburg-lippischen Landeskirche verhindern, da er als Landesbischof ein Vetorecht hatte. Dadurch war diese die letzte EKD-Kirche, die die Frauenordination einführte.
Der Kirchenmusiker Martin Heubach ist sein Sohn, die 2017 verstorbene Hamburger Pastorin Birgitta Heubach-Gundlach war seine Tochter.

## Veröffentlichungen (Auswahl)
- Die Ordination zum Amt der Kirche (= Arbeiten zur Geschichte und Theologie des Luthertums, Bd. 2). Lutherisches Verlagshaus, Berlin 1956 (= Habilitationsschrift Universität Kiel).
- mit Ernst Kinder, Martin Wittenberg, Jürgen Diestelmann u. a.: Erklärung evangelisch-lutherischer Pastoren zur Frage der Zulassung von Frauen zum geistlichen Amt, 1963.
- mit Deiter Viesmann: Gottesdienst als Gestaltungsaufgabe, Hannover 1979.
- Daniel Ernst Jablonski. In: Biographisch-Bibliographisches Kirchenlexikon (BBKL). Band 2, Bautz, Hamm 1990, ISBN 3-88309-032-8, Sp. 1395–1396 (Artikel/Artikelanfang im Internet-Archive).
- Christian Jensen. In: Biographisch-Bibliographisches Kirchenlexikon (BBKL). Band 3, Bautz, Herzberg 1992, ISBN 3-88309-035-2, Sp. 28–29 (Artikel/Artikelanfang im Internet-Archive).
- Gewißheit angesichts des Sterbens. Martin-Luther-Verlag, Erlangen 1998, ISBN 3-87513-115-0.

### Als Herausgeber
- mit Heinrich-Hermann Ulrich: Sammlung und Sendung. Vom Auftrag der Kirche in der Welt. Eine Festgabe für Heinrich Rendtorff zu seinem 70. Geburtstag am 9. April 1958, Berlin 1958.
- Johann Amos Comenius: Informatorium der Mutterschul, Heidelberg 1962.
- Um die Einheit der Kirche. Dokumente von der Deutsch-Skandinavischen Theologentagung in Ratzeburg, Mai 1972, Bremen 1973.
- Kein Grund zur Melancholie. Predigten – Briefe – Reden – Aufsätze des Landessuperintendenten Ernst Fischer anläßlich seines 70. Geburtstages, Berlin 1973.
- Leipziger Mission ’73. Berichte, Bücher, Bilder. Thesen und Themen zur Theologie, Erlangen 1973.
- mit Peter Beyerhaus: Zwischen Anarchie und Tyrannei. Vorträge und Ergebnisse des 3. Europäischen Bekenntniskonvents, Bad Liebenzell 1979.
- mit Michael Winckler: Die Kirche und ihr Auftrag. Festgabe für Geheimrat Dr. Wolrad Schwertfeger zum 75. Geburtstag am 11. Juli 1980, Bückeburg 1980.
- mit Klaus-Dieter Stephan: Berufsethik – Glaube – Seelsorge. Evangelische Seelsorge im Bundesgrenzschutz, Polizei des Bundes. Festschrift für Rolf Sauerzapf, Leipzig 1997.